# Репище (Ветковский район)
Репище (бел. Рэпішча) — посёлок в Неглюбском сельсовете Ветковского района Гомельской области Белоруссии.

## География

### Расположение
В 36 км на северо-восток от Ветки, 46 км от железнодорожной станции Добруш (на линии Гомель — Вышков), 58 км от Гомеля.

## Транспортная сеть
Транспортные связи по просёлочной, затем автомобильной дороге Чечерск — Ветка. Планировка состоит из короткой, почти прямолинейной, близкой к широтной ориентации улицы, застроенной деревянными домами усадебного типа.

## История
Основан в 1920-х годах переселенцами из соседних деревень на бывших помещичьих землях. В 1931 году жители вступили в колхоз. В 1959 году в составе совхоза «Дружба» (центр — деревня Неглюбка).

## Население

### Численность
- 2004 год — 19 хозяйств, 30 жителей.

### Динамика
- 1940 год — 32 двора, 120 жителей.
- 1959 год — 182 жителя (согласно переписи).
- 2004 год — 19 хозяйств, 30 жителей.